# Benito Juárez (Tlaxcala)
Benito Juárez è una città dello stato di Tlaxcala, nel Messico centrale, capoluogo della omonima municipalità.
La municipalità conta 5.687 abitanti (2010) e ha un'estensione di 25,85 km².
La città deve il suo nome a Benito Juárez, il primo presidente del Messico di origine india.